# Gruzovce
Gruzovce é um município da Eslováquia, situado no distrito de Humenné, na região de Prešov. Tem 4,09 km² de área e sua população em 2018 foi estimada em 129 habitantes.

## Demografia
| Ano:        | 1994 | 2004   | 2014   | 2024    |
| ----------- | ---- | ------ | ------ | ------- |
| Broj ljudi: | 130  | 127    | 124    | 137     |
| Razlika:    |      | -2,30% | -2,36% | +10,48% |

| Ano:               | 2023 | 2024   |
| ------------------ | ---- | ------ |
| Número de pessoas: | 140  | 137    |
| Diferença:         |      | -2,14% |